# Синий всадник (картина Кандинского)
«Синий всадник» (нем. Der Blaue Reiter) — картина русского художника Василия Кандинского, написанная в 1903 году и в настоящее время хранящаяся в частной коллекции Собрания фонда Эмиля Брюле в Цюрихе, Швейцария.

## История
Кандинский родился в Москве в 1866 году, он был единственным сыном торговца чаем. Когда его родители развелись, его отправили жить к тёте; именно там он впервые открыл для себя магию цветов. В Московском университете он решил изучать экономику и право, сдав экзамены «с лёгкостью». Вскоре после женитьбы на своей кузине, увидев одну из картин Моне в серии «Стога сена», он столкнулся с дилеммой: стать профессором юриспруденции или начать карьеру художника. Он решил изучать живопись, и поэтому в 1896 году тридцатилетний мужчина отправился в Мюнхен, Германия.
Полотно написано в ранний период творчества Кандинского и носит такое же название, как альманах и художественное движение, которое он основал совместно с Францем Марком в начале 1910-х годов.

## Описание
На картине изображен всадник в синем плаще, скачущий по лугу на белом коне на фоне леса. Картина стала важной вехой на пути творческого перехода Кандинского от импрессионизма к современному абстрактному искусству, одним из пионеров которого он был. Это была одна из его последних работ в стиле импрессионизма, в которой присутствуют ранние признаки абстракционизма, который впоследствии стал его сильной стороной. Синий цвет, в частности, имел для художника особое духовное значение, как и для его немецкого друга-художника Марка.